# Real-Ferdinando-Brücke
Die Real-Ferdinando-Brücke oder Ponte Real Ferdinando sul Garigliano (örtlich auch ponte borbonico – bourbonische Brücke – genannt) ist eine Kettenbrücke in der Nähe von Minturno und von Sessa Aurunca über den Fluss Garigliano, der hier die Grenze zwischen den Regionen Kampanien (Provinz Caserta) und Latium (Provinz Latina) bildet. Sie ist die erste Kettenbrücke Italiens.
Sie ist nur durch eine Straße von dem Gelände des antiken Minturnae getrennt und wie dieses eingezäunt. Etwa 20 m oberhalb der Real-Ferdinando-Brücke steht eine moderne Straßenbrücke, die die Strada Statale Via Appia (SS7) über den Fluss führt und weitere 250 m flussaufwärts steht die Schrägseilbrücke der autobahnähnlichen SS 7 quater.
Die Real-Ferdinando-Brücke wurde von Luigi Giura entworfen und von 1828 bis 1832 im damaligen Königreich beider Sizilien gebaut. Sie ist benannt nach dem bourbonischen König Ferdinand II.
1943 wurde die Brücke von der deutschen Wehrmacht teilweise zerstört. 1998 wurde sie mit Mitteln der EU wieder aufgebaut.

## Einzelnachweise

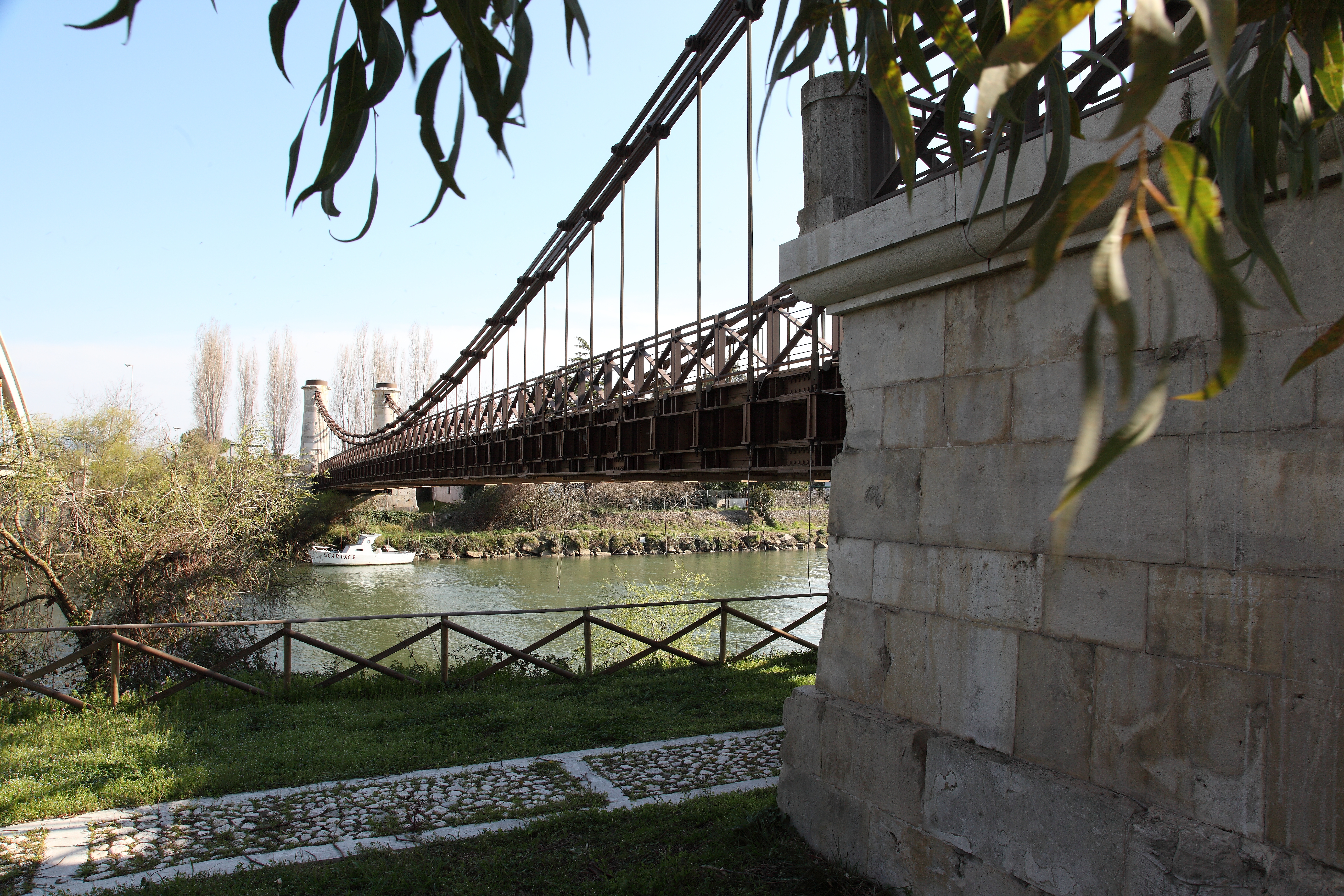